# Епархия Сесса-Аурунки
Епархия Сесса-Аурунки (лат. Dioecesis Suessana, итал. Diocesi di Sessa Aurunca) — епархия Римско-католической церкви, в составе митрополии Неаполя, входящей в церковную область Кампании.
С 1979 года она является суффраганом Неапольской архиепархии.